# الزفاف في التقاليد الفلسطينية

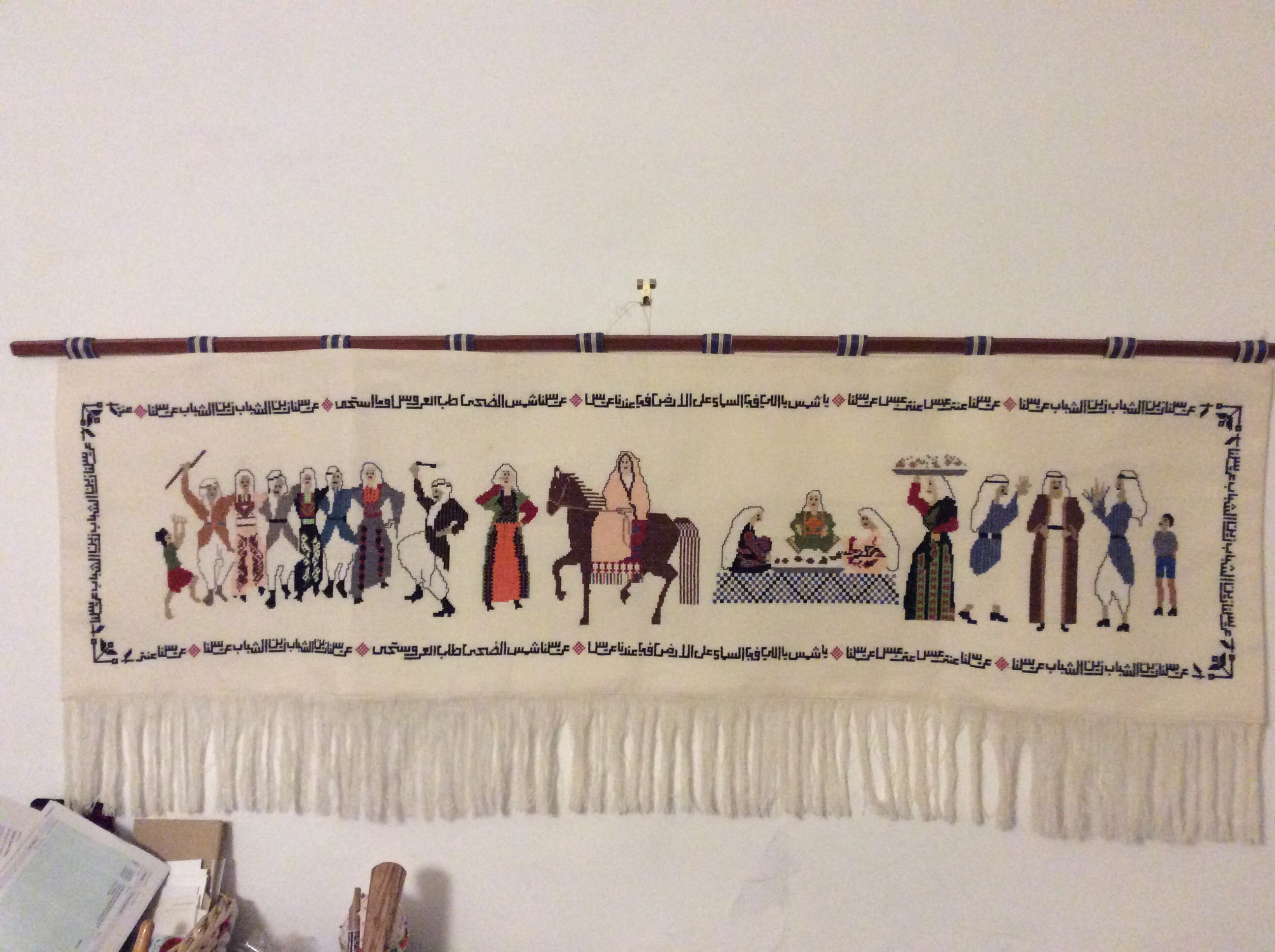
تطريز يحاكي تفاصيل الزفاف الفلسطيني

تختلف تقاليد الزواج من بلد لآخر ومن منطقة لأخرى، حيث يتميز كل بلد بعادات وتقاليد خاصة بها للاحتفال بالزواج، فهناك بعض الاحتفالات التي يحكمها الطابع الديني وأخرى يحكمها الطابع الاجتماعي من أجل إضفاء الشرعية على هذا الزواج، وتتشابه هذه التقاليد أحياناً في المناطق القريبة من بعضها البعض، مع اختلاف تكاليف ومراسم الزفاف باختلاف البلدان والحالة الاقتصادية السائدة، وعادةً ما يتم التحضير بشكل مسبق للزواج كي تسير الأمور بشكل جيد، ويحاول الشعب الفلسطيني التمسك بعاداته وتقاليده والحفاظ عليها لأنها روح وذاكرة هذه الشعب، وعلى الرغم من وجود بعض الاختلافات البسيطة بين عادات الأسر الفلسطينية الموجودين في غزة أو الموجودين في الضفة أو في الداخل المحتل، إلا أنّ أصل هذه العادات واحد، ومتشابه جداً. ويحاول معظم الفلسطينيين الحفاظ عليها قدر استطاعته.

## اختيار العروس
مهمة اختيار العروس في العادة موكلة إلى أم الشاب، إذ لا يوجد في فلسطين نظام الخاطبة، فإذا لم يكن لدى الشاب قريبة كابنة عم أو عمة أو ابنة خال أو خالة ويرغب بالزواج منها، تتفق الأم مع صاحباتها وقريباتها، على وضع قائمة بالفتيات اللاتي يردن خطبتهن للشاب، وفق شروط ومواصفات يضعها لشريكة حياته.  وعندما يقع اختيار الشاب على فتاة؛ تذهب والدته إلى منزل الفتاة، وتطلب يدها من والدتها.
ومن عادة أهل فلسطين أن يعطي أهل العريس ذوي الفتاة مهلة كي يسألوا عن العريس وأهله، وأخلاقه وتدينه واستقامته.
وبعد انقضاء المهلة؛ تعود والدة العريس إلى بيت الفتاة لسماع الرد.  وإذا كان ردًّا إيجابيًّا بالموافقة، يتم تحديد يوم كي يشاهد العريس عروسه، ولتشاهد العروس عريسها.
وفي الموعد المحدد يزور العريس ووالدته ووالده بيت العروس، فترحب بهم عائلة العروس بحضور أعمام العروس وإخوانها، وتدخل العروس وبيدها القهوة وتسلم على الحضور وتجلس قليلًا كي ترى العريس ويراها.  وقد يتم في هذه الجلسة الاتفاق على المهر، وقد يترك الأمر لعدة أيام.
ثم يعود عدد من كبار العائلة وأصحاب الكلمة فيها (الجاهة) إلى بيت العروس، ويطلبونها بشكل رسمي، ويبدأ الحديث عن المهر والمؤخر وأثاث البيت، وغير ذلك من الأمور.  وتتفاوت المهور بين عائلة وأخرى، سواء المعجل أم المؤجل.
وبعد الاتفاق بين جاهة العريس وأهل العروس يتم تحديد يوم لما يسمى في عرفنا «يوم التقبيضة»، وفيه  يدفع المهر المعجل للعروس، ويُدعى الأصدقاء والأصحاب والأقارب إلى منزل العروس، وتُقدم الحلوى «بقلاوة أو كنافة» إلى جانب المشروبات الغازية والقهوة السادة. وهذه هي أول خطوة من خطوات الزواج الرسمية والمعلنة أمام الملأ.
وفي موعد تالٍ يأتي المأذون إلى بيت العروس لإجراء العقد أو يذهب العروسان إلى المحكمة الشرعية ليكون عقد الزواج أمام قاضٍ شرعي يسأل العروس في رغبتها في الاقتران بالعريس؛ كي لا تكون مجبرة على ذلك. وهذه الخطوة تعد الأكثر شرعية وتوثيقًا بين العروسين. بعد عقد الزواج تأتي مرحلة تسمّى «الصمدة» وهو حفل خطوبة يدعى فيه أقرباء العروسين، ويتم فيه إعلان الخطوبة، وتقديم الشبكة، وتوزع فيه الحلويات.

## الخطبة
عادةً ما تذهب والدة العريس في بداية الأمر وحدها أو مصطحبة إحدى بناتها أو أخواتها للحديث مع العروس وأمها عن شروطهم ورغباتهم، وتحديد موعد للطلبة، ومن عادة أهل فلسطين إعطاء أهل العروس مهلة من الوقت ليسألوا عن العريس وأهله من حيث الأخلاق والدين والاستقامة، وبعد انقضاء المهلة، ترجع والدة العريس لأهل العروس لسماع الرد، فإن كان إيجابياً يتم تحديد يوم ليشاهد فيه العريس والعروس بعضهما قبل تحديد موعد الجاهة والطلبة.

## الجاهة
شكلها أهل العريس من شخصيات اعتبارية وتكون من كبار العائلة ليطلبوا يد العروس للزفاف بشكل رسمي، ويتم تحديد المهر والمؤخر والذهب والمسكن، وبعد الاتفاق بين جاهة العريس وأهل العروس، يحدد يوم هام في تقاليد الزواج الفلسطيني وهو «يوم التقبيضة»، وهو اليوم الذي يتم فيه دفع المهر المعجل لذوي العروس، وتقدم فيه الحلويات مثل: البقلاوة والكنافة، بالإضافة إلى توزيع المشروبات الغازية المتنوعة والقهوة السادة، وتعتبر هذه الخطوة من خطوات إعلان الزفاف الرسمية وعلى الملأ.

## الكسوة
يتم شراء كسوة العروس من قبل العريس وأهله. وتشمل الكسوة الثياب وأدوات الزينة والحلي وأغطية الرأس والاحزمة والملابس الداخلية. كما يشتري العريس “هدم” أي ثوباً لكل من أخواته وخالاته، وعماته. وتحمل الكسوة إلى بيت العروس في موكب يهزج فيه النساء. وتحمل الكسوة عادة على رؤوس النساء فوق أطباق من القش، وقد جللت بالزهور وأغصان الأشجار الخضراء.ثم تدخل النساء بيت العروس، وهناك ينثرن الثياب والهدايا. وتبدأ جولة من الأغاني والرقص الاحتفالي حول الكسوة. ويعد هذا الاحتفال بداية احتفالات الزواج.

## الاحتفالات التي تسبق الزفاف
إن احتفالات الناس في الوسط الشعبي بالعرس هي احتفالات متعددة وكثيرة، فهناك احتفالات بالخطبة وكتابة العقد، وكذلك بنقل الكسوة إلى بيت العروس، ومن الممكن أن تجري احتفالات يهزج فيها القوم عند كل زيارة يقوم بها أحد الجانبين للآخر، أهل العريس والعروس. لكن الاحتفالات الرئيسة بالعروس هي احتفالات الليالي السبع التي تسبق الزفاف. وجرت العادة أن يتم الزواج مساء يوم الجمعة، وهكذا فإن ليلة السبت، التي تسبق يوم الجمعة الذي يحدد يوما للزفاف، تكون الليلة الأولى الاحتفالية في سلسلة ليالي الاحتفال السبع.
وتجري الاحتفالات في مكانين منفصلين، ففي حين يحتفل الرجال في المضافة والديوان أو ساحة البيادر، تحتفل النساء في بيت العريس، أو بيت العروس في ليلة الحناء يسهر الرجال في ساحة واسعة، تضيئها نيران كمية هائلة من الخطب. وشاع فيما بعد استعمال مصابيح الكاز والكهرباء. ويحيى سهرة الرجال حداء شعبي، يغنون ألواناً من الغناء الشعبي المتوارث. وقد تجري السهرة في مضافة، أو حتى في مقهى شعبي، ويحييها شاعر شعبي يغني بمصاحبة العزف على الربابة. وتبدأ السهرة الشعبية بنشاطات الشباب المتمثلة في الدبكة، حتى إذا ما راق الجو، جاء دور الشيوخ وكبار السن، فيرقصون رقصاتهم البطيئة الحركة المصحوبة بالقصائد الشعبية التي يرددون نغماتها على صوت تصفيق الأيدي. وفي ختام السهرة تعطى الفرصة للمبدعين من الشباب والشيوخ على حد سواء لإضفاء طابع مفرح على السهرة بتقديم فقرات ضاحكة لا تخلو من مشاهد تمثيلية. وتدور هذه المشاهد حول موضوعات تهكمية صرف، يمثل فيها شاب جميل مرح دور امرأة، ويرتدي ثيابها، ويضفي على السهرة طابعاً كوميدياً ساخراً.
ويسهرن النساء ويرقصن داخل البيوت، ويغنين أغاني متوارثة بمصاحبة تصفيق الأيدي ونقر الطبلة. ويقوم بعض الناس الميسوري الحال في القرية باستفاضة مطربة شعبية محترفة لتحيي سهرات النساء وتشارك في زفة العريس.

## ليلة الحناء
ليلة الحناء في القرية والشمع في المدينة هي أهم الليالي في السهرات والأعراس الفلسطينية، وتسبق ليلة الزفاف بيوم واحد وتجري الاحتفالات في مكانين منفصلين للرجال والنساء. وتكون حفلة الرجال في ساحة بيت والد العريس أو المضافة أو ديوان العائلة أو صالات الأعراس حديثا. أما سهرة النساء فتكون في دار العروس حيث تتجمع صديقاتها وقريباتها لتوديعها. ويرددن في ليلة الحناء أغنيات شعبية حزينة تسمى (الترويدة) تصور تشبث العروس بأهلها وبصديقاتها.وتبدأ سهرة ليلة الحنة مع قدوم أهل العريس واللاتي يحضرن معهن الحناء ويوزعونها على الحاضرات وتقوم إحداهن بحنى العروس ويغنين بفرحه تعبر عن فرحتهم بقرب قدوم العروس لطرفهم. في الليلة الأخيرة التي تسبق “ليلة الدخلة” تقوم النساء “بتحنئة العروس أي تضميخها بالحناء توزع صرر الحناء على الجارات والصديقات، دعوة لهن للمشاركة في “الحناء” وفي الأوساط الفقيرة تقوم أمرأة عادية بتحنئة يدي العروس وساعديها وساقيها وقدميها، وقد تستقدم ماشطة محترفة لتقوم بتحنئة العروس وتمشيطها وإزالة الشعر من جسدها، وكذلك بتجميلها.

## يوم الزفاف

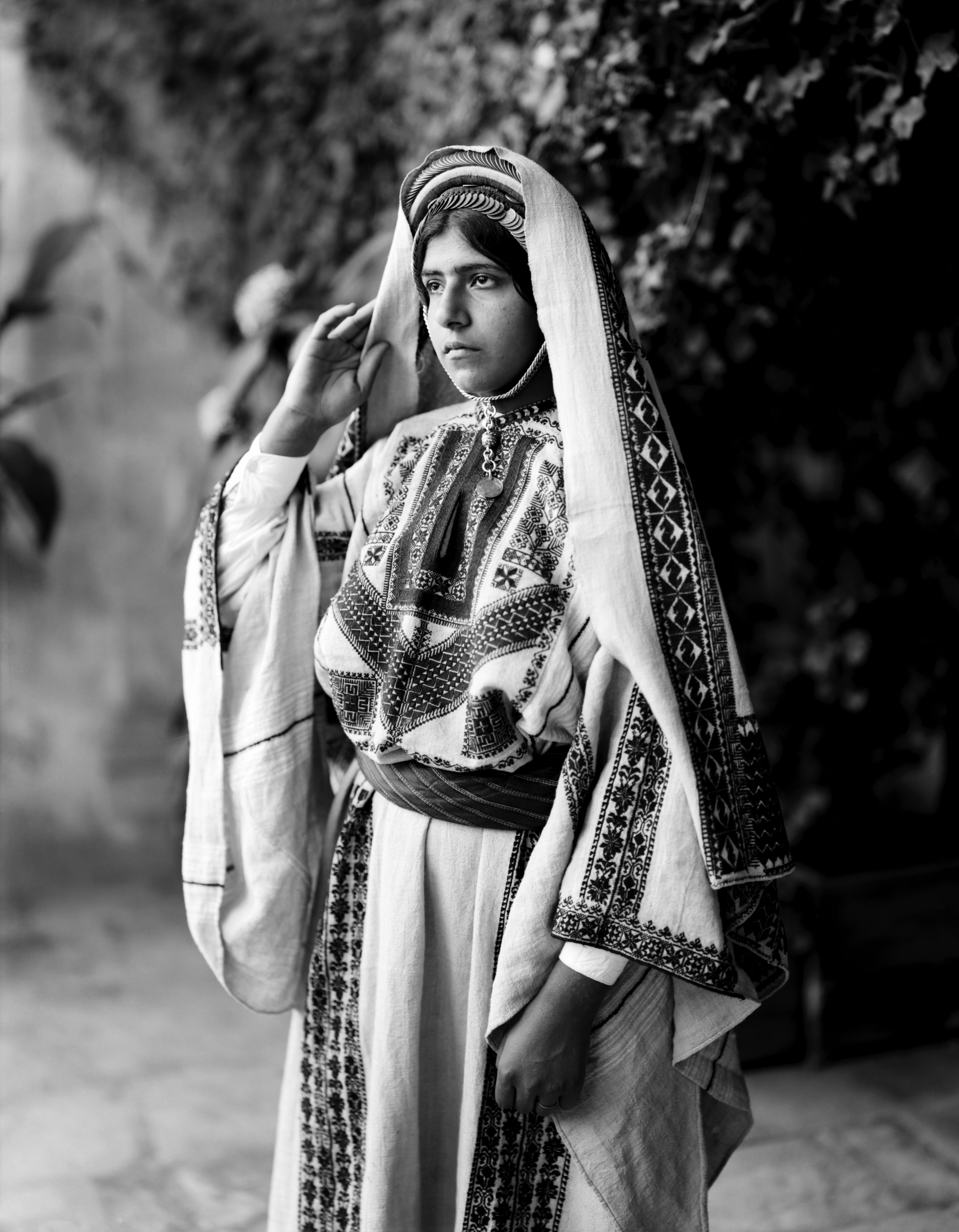
فتاةٌ تُدعى فهرة إسحٰق يوم زفافها، في مدينة رام الله بفلسطين العُثمانيَّة.

تكاد القرية ومن فيها ينشغلون باجراءات يوم الزفاف، نظراً لتعدد هذه الإجراءات وتشعبها. ففي الصباح تبدأ عملية اعداد وليمة العرس بذبح الذبائح وإعداد اللحم وطبخ الطعام. وقبل الظهر يقوم الشبان بمساعدة العريس على الاستحمام والباسه ثيابه الجديدة المزينة بالورد ورشه بالعطور. وعند خروج العريس من مكان الاستحمام يستقبله جمهور الشبان الذين ينتظرون تلك اللحظة في الخارج هازجين. ثم يتحرك موكب العريس إلى حيث يحتشد أهالي القرية في الديوان وهم يغنون.وعند الظهر تقام على شرف العريس مأدبة لجميع أهالي القرية وضيوفها. وتقام حلقة الدبكة، ويغني شاعر شعبي أغاني وطلعات متواصلة حتى العصر، عندما يحين موعد زفة العريس إلى عروسه.

## فاردة العروس
في هذه الاثناء تكون زفة العروس قد “طلعت” من بيت والدها إلى بيت عريسها ضمن إجراءات واحتجاجات أحياناً. يذهب حال العروس ووالدها إلى حيث تكون مصمودة على “لوج” مرتفع في بيت والدها، وينزلانها مقدمين إليها الهدايا، ويقدم أهل العريس لكل من يحتج على صفقة الزواج. وفي الماضي كان أهل العريس مضطرين لتقديم هدايا وأموال للشبان، تحت اسم “شاة الشباب” وللخال تحت اسم “هدم الخال” وتتيح التقاليد لأبن العم أن يعترض على زواج ابنة عمه من أي شخص كان، عملاً بالقول المأثور: “ابن العم ينزل العروس عن الفرس”، أي أنه يستطيع إلغاء الزواج والمطالبة بالعروس حليلة له، حتى لو كانت راكبة الفرس في طريقها إلى زوجها.
ويزف العريس إلى عروسته في موكب هازج حاشد يخترق أحياء القرية، ويكون العريس قد امتطى صهوة جواد أصيل، وحمل في يده مظلة مزخرفة بالمناديل الناعمة والذهب والورد. ويتقدم الحناء الشعبي والرجال الموكب، فيما تحف الجواد قريبات العريس وصديقاتهن.
وتقضي التقاليد بأن يسارع العريس إلى “عش الزوجية” فيكشف عن وجه عروسه، ويقدم لها الهدايا، ثم يخرج إلى حيث يسهر الرجال، لتستأنف من جديد جولة أخرى من الرقص والغناء.